# Direct
Direct é um álbum de estúdio do músico grego Vangelis, lançado em 1988.
| Críticas profissionais                                                      | Críticas profissionais |
| Avaliações da crítica                                                       | Avaliações da crítica  |
| Fonte                                                                       | Avaliação              |
| --------------------------------------------------------------------------- | ---------------------- |
| Allmusic                                                                    | [ 2 ]                  |
| Esta tabela precisa de ser acompanhada por texto em prosa. Consulte o guia. |                        |

## Faixas
1. "The Motion of Stars" - 4:17
2. "The Will of the Wind" - 4:41
3. "Metallic Rain" - 6:10
4. "Elsewhere" - 5:39
5. "Dial Out" (Faixa bônus na versão em CD) - 5:20
6. "Glorianna (Hymn a la Femme)" - 4:20
7. "Rotation's Logic" - 3:27
8. "The Oracle of Apollo" - 3:55
9. "Message" - 7:07
10. "Ave" - 5:04
11. "First Approach" - 4:58
12. "Intergalactic Radio Station" (Faixa bônus na versão em CD) - 7:44